# Hugo Tristram Engelhardt Jr.
Hugo Tristram Engelhardt Jr. (Texas, 27 de abril de 1941-21 de junio de 2018) fue un filósofo estadounidense, que obtuvo un doctorado en filosofía en la Universidad de Texas (en Austin) así como un doctorado en medicina en la Universidad Tulane (en Nueva Orleans).
Fue profesor de filosofía en la Universidad William Marsh Rice (en Houston), especialidad historia y filosofía de la medicina (particularmente desde el punto de vista de la filosofía continental). También es professor emeritus en el Colegio Baylor de Medicina (Baylor College of Medicine), y miembro del Centro Baylor de Ética Médica y Política Pública (Baylor Center for Medical Ethics and Public Policy).
Se desempeñó como redactor jefe del Journal of Medicine and Philosophy. Y, asimismo, formó parte del consejo editorial de varias publicaciones periódicas, entre ellas: Christian Bioethics; Philosophy and Medicine.
También estuvo ligado al Hastings Center, una institución independiente en investigación bioética.
En cuanto a sus convicciones religiosas, después de haber pertenecido durante años a la Iglesia católica, en 1991 pasó a la Iglesia ortodoxa.
En el campo de la ética, se proclamó defensor de una bioética laica como la única posible y deseable en las sociedades posmodernas, en que personas y grupos tienen convicciones diferentes e incluso enfrentadas. Engelhardt apostaba por situarse en un nivel de tolerancia, con primacía para la autonomía individual y donde el Estado (liberal), reducido a la mínima expresión, no interfiera en la esfera privada. Solo la negociación pacífica sería éticamente aceptable. Su obra más conocida y relevante, en este sentido, se tituló The Foundations of Bioethics (1986; trad. española: Los fundamentos de la bioética, Paidós, 1995).

## Publicaciones
- The foundations of bioethics, Hugo Tristram Engelhardt Jr., Oxford University Press, 1996, 446 p.
- The foundations of Christian bioethics, Hugo Tristram Engelhardt Jr., Swets & Zeitlinger Publishers, enero de 2000, 414 p.
- Allocating Scarce Medical Ressource: Roman Caholic Perspectives, Hugo Tristram Engelhardt Jr., Georgetown University Press, 2002, 135 p. - ISBN 0-87840-882-7.
- Global Bioethics, Hugo Tristram Engelhardt Jr., M & M Scrivener Press, julio de 2006, 396 p.
- Innovation and the Pharmaceutical Industry, Hugo Tristram Engelhardt Jr., M & M Scrivener Press, 2008, 70 p. - ISBN 978-0-9764041-3-2.